# Peter Wenig
Peter Wenig (* 26. März 1961 in Meppen) ist ein deutscher Journalist.

## Werdegang
An der Technischen Universität Dortmund belegte Wenig während seines Studiums die Fächer Journalistik und Politik. Er schlug den Berufsweg des Journalisten ein und war als solcher für die nordrhein-westfälische Regionalzeitung Neue Ruhr / Neue Rhein Zeitung, den in Köln ansässigen Express, die Abendzeitung in München, die Welt am Sonntag, die Zeitschrift GQ sowie die Bild am Sonntag tätig. 2008 wechselte Wenig als Leiter der Sportredaktion zum Hamburger Abendblatt. 2016 wurde er bei derselben Zeitung Autor. Zu seinen Fachgebieten gehören neben Sport auch Stadtentwicklung, Gesundheit und Pflege.
2016 veröffentlichte Wenig das Buch Der große Hamburger Pflegeratgeber. Beim vom Verband Deutscher Sportjournalisten ausgeschriebenen Wettbewerb Großer VDS-Preis 2019 wurde Wenigs im Juli 2019 im Hamburger Abendblatt erschienener Beitrag Kampf um das deutsche Traumschiff über den Deutschland-Achter mit dem ersten Preis ausgezeichnet. 2015 gewann Wenig bei demselben Wettbewerb den dritten (für seinen Artikel Irgendwann war die Kohle leider weg über den Lottogewinn eines Fußballanhängers) und 2020 den zweiten Preis (für eine Reportage über den Segler Boris Herrmann).
Im Herbst 2022 veröffentlichte Wenig gemeinsam mit Hanns-Stephan Haas den Kriminalroman Vergiss den Tod.